# Cleistocactus jajoanus
Cleistocactus jajoanus là một loài thực vật có hoa trong họ Cactaceae. Loài này được (Backeb.) G.J.Charles mô tả khoa học đầu tiên năm 2005.